# Parc urbain de la Concorde
Parc urbain de la Concorde (tj. Městský park Concorde) bylo dočasné sportovní zařízení postavené na náměstí Place de la Concorde v Paříži za účelem pořádání sportovních akcí na XXXIII. Letních olympijských hrách. Mělo čtyři hlavní zařízení: La Concorde 1 pro tříčlenný basketbal, La Concorde 2 pro freestyle BMX, La Concorde 3 pro street skateboarding a La Concorde 4 pro parkový skateboarding. Na sportovišti se také soutěžilo v novém olympijském sportu breakdance.